# Suhoj Su-37
Suhoj Su-37 (NATO oznaka: Flanker-F) je bil enosedežni dvomotorni supermanevrirni lovec ruskega proizvajalca Suhoj. Su-37 je bil zasnovan kot demonstrator tehnologije in ni vstopil v serijsko proizvodnjo. Zasnovan je na podlagi Su-35, ki je sam zasnovan na Su-27. Su-37 ima izboljšano avioniko, kanarde in usmerjevalnike potiska. Lahko je oborožen z do 8 tonami orožja.

## Specifikacije (Su-37)
Podatki iz Sukhoi Su-27 Flanker: Air Superiority Fighter, Sukhoi Su-27 Flanker
Splošne karakteristike
- Posadka: 1
- Dolžina: 21,935 m (72 ft 9 in)
- Razpon kril: 14,698 m (48 ft 3 in)
- Višina: 5,932 m (21 ft 1 in)
- Površina kril: 62,0 m² (667 ft²)
- Teža praznega letala: 18500 kg (40790 lb)
- Maks. vzletna teža: 35000 kg (77160 lb)
- Pogon letala: 2 × Lyulka AL-37FU turbofana z dodatnim izgorevanjem
  - Potisk motorjev (suh): 7600 kgf (74,5 kN, 16750 lbf)  vsak
  - Potisk motorjev z dodatnim zgorevanjem: 145 kN (32000 lbf) vsak

 Zmogljivost 
- Maks. hitrost: Mach 2,35
- Doseg: 3300 km (1833 nmi)
- Višina leta: 18000 m (59055 ft)
- Največja g-obremenitev: +10/−3 g

Oborožitev

- 1 × 30 mm GŠ-30 top s 150 naboji
- 12 × nosilcev za do 8000 kg (17636 lb) orožja